# Секретный ужин
«Секретный Ужин» — советская и российская рок-группа.

## История
Группа «Секретный Ужин» была основана в Москве в 1987 году студентами факультета журналистики МГУ — вокалистом и гитаристом Андреем Добровым и басистом Кириллом Мошковым. После нескольких месяцев уличных выступлений группа превратилась из дуэта в трио и начала осваивать университетские площадки. Ранние вещи коллектива вошли в магнитоальбом «Atavistic Chateau» и представляли собой рок-н-ролл, разбавленный актуальной на тот момент формой инди-рока.
Летом 1990 года вместо Владимира Громова роль ведущего гитариста начинает исполнять бывший участник хард-рок-проекта Ave Maria Виктор Фарафонтов. Этот период характеризуется усложнением и утяжелением звучания, приближавшегося к блюз-року. Группа выступает ведёт активную гастрольную деятельность, выступает на радио SNC и «Эхо Москвы». Записи этих концертов были впоследствии выпущены на пластинке «Эфиры».
В 1991 году ансамбль выпускает свой наиболее известный альбом «ЫЪ!», а через некоторое время группу покидают Виктор Фарафонтов и Евгений Малявин, место которых занимают Яков Липкин и Игорь Бирюков. К 1995 году Андрей Добров начинает уделять всё больше внимания своей основной деятельности — журналистике, и из основателей группы в ней остаётся только Кирилл Мошков. Яков Липкин берёт на себя функции вокалиста, а за ударную установку садится Алексей Савельев. Творчество периода 1995—1997 годов музыканты характеризуют как «тяжёлый фанк-блюз». Последний концерт коллектива состоялся 11 сентября 1997 года.
В 2016 году группа собирается вновь для подготовки к концерту в честь своего 30-летнего юбилея. Концерт состоялся 11 июня 2017 года.

## Дискография
- Atavistic Chateau (1989)
- Надписи (1990)
- ЫЪ! (1991)
- Эфиры (1992)
- Радио (1997)
- Концерт для друга (мини-альбом, 2017)